# Allium grosii
Allium grosii là một loài thực vật có hoa trong họ Amaryllidaceae. Loài này được Font Quer mô tả khoa học đầu tiên năm 1924.